# Leónidas Kavakos
Leonidas Kavakos (en griego: Λεωνίδας Καβάκος; Atenas, 30 de octubre de 1967) es un violinista y director de orquesta griego.

## Biografía
Nacido en una familia de músicos en Atenas, Kavakos comenzó a estudiar violín cuando tenía cinco años. Después de completar su formación musical en el Conservatorio Heleno, obtuvo una beca de la Fundación Onassis para estudiar bajo las órdenes de Josef Gingold en la Universidad de Indiana, Estados Unidos.
Su debut sobre un escenario llegó en el Festival de Atenas de 1984. Al año siguiente, con tan solo 18 años, se proclamó vencedor del Concurso Internacional de Violín Jean Sibelius en Helsinki. En 1986 quedó en segunda posición del Concurso Internacional de Indianápolis, y en 1988 se llevó el título tanto en la Competición Naumburg de Nueva York como en el Premio Paganini de Génova, Italia.
Desde sus primeros triunfos en la década de 1980, Kavakos ha actuado en las principales orquestas internacionales, especialmente en Europa. Es artista residente en la Filarmónica de Berlín y también ha formado parte de la Orquesta Filarmónica de Viena y de la Orquesta Real del Concertgebouw. Además del violín, ha trabajado como director de orquesta en la Camerata de Salzburgo, y como director invitado en la Orquesta Filarmónica de Londres, la Orquesta Sinfónica de Boston y la Orquesta Sinfónica Alemana entre otras.
A nivel discográfico, en 1991 se convirtió en el primer artista que pudo interpretar y grabar el concierto para violín de Sibelius, el único concierto para instrumento solo escrito por el compositor finlandés.
Suele interpretar todas sus piezas con un violín Abergavenny de Stradivarius (1724). Anteriormente utilizaba un Falmouth de 1692.
En 2017 fue galardonado con el Premio Musical Léonie Sonning, el mayor reconocimiento musical de Dinamarca.